# Зауэрланд, Йорг
Йорг Зауэрланд (нем. Jörg Sauerland; род. 24 декабря 1976, Дортмунд, Северный Рейн-Вестфалия) — немецкий футболист, защитник, известный по выступлениям за «Боруссию» (Дортмунд).

## Клубная карьера
Зауэрланд — воспитанник клуба «Боруссия» из своего родного города. В 1997 году он подписал свой первый профессиональный контракт и дебютировал в Бундеслиге. В том же году Йорг выиграл Межконтинентальный кубок, но в финальном поединке на поле он не вышел. Из-за жесточайшей конкуренции Зауэрланд лишь дважды вышел на поле в составе «Боруссии». После этого он выступал за резервную команду на протяжении ещё трёх лет.
В 2001 году Зауэрланд перешёл в «Юрдинген 05», который выступал в одной из региональных лиг. Отыграв за новую команду три сезона, Йорг недолго выступал за эмденский «Киккерс» и «Хаген». В 2005 году он вернулся в Дортмунд и до конца карьеры играл за «Дортмунд 09».

## Достижения

### Командные

#### «Боруссия» (Дортмунд)
- Обладатель Межконтинентального кубка: 1997